# Neolophonotus albion
Neolophonotus albion är en tvåvingeart som först beskrevs av Charles Howard Curran 1934.  Neolophonotus albion ingår i släktet Neolophonotus och familjen rovflugor.
Artens utbredningsområde är Angola. Inga underarter finns listade i Catalogue of Life.